# MTS Group
MTS S.p.A. è la società proprietaria dell'omonima piattaforma telematica (Mercato Telematico dei titoli di Stato) per la trattazione all'ingrosso di titoli obbligazionari europei a reddito fisso, in particolare titoli di Stato e di emittenti sovranazionali a cui partecipano più di mille operatori internazionali.  
Secondo l'ultima statistica pubblicata dall'European Securities and Markets Authority (ESMA) nel 2020, nel corso dell'anno 2019 
ha generato un volume di 490 miliardi, divenendo il più grande mercato d'Europa per obbligazioni sovranazionali e titoli di Stato.

## Storia ed assetto
Nel 1988 fu costituito in Italia il Mercato generale dei titoli di Stato, con sede legale  a Roma e altre sedi a Milano, presso Borsa italiana e a Londra. 
Disciplinato dal Ministero del Tesoro e sottoposto alla supervisione della Banca d'Italia e della CONSOB, nel 1998 esso fu privatizzato come MTS S.p.A..
Nel gennaio 2006 il 60,37% del suo capitale sociale è stato acquisito da MBE Holding (Euronext e Borsa Italiana) e la quota restante è ripartita tra 27 gruppi bancari internazionali. 
La società prevede un assetto di gestione tradizionale, con un consiglio di amministrazione.
Nel 2007 la maggioranza viene acquisita dalla Borsa di Londra, per poi ritornare sotto Euronext nel 2021.
La piattaforma è stata quindi estesa in tutti i paesi europei ed altri extrauropei, per un totale di  20 mercati locali gestiti, e costituisce un modello comune sul quale gli organismi nazionali di regolamentazione esercitano il controllo secondo le proprie specifiche leggi.
La piattaforma  tecnologica era in gestione a SIA (poi Nexi) fino al 2022, quando è acquisita ed internalizzata da MTS.